# (6587) Brassens
(6587) Brassens est un astéroïde de la ceinture principale.

## Description
(6587) Brassens est un astéroïde de la ceinture principale. Il fut découvert à Caussols le 27 novembre 1984 en France. Il présente une orbite caractérisée par un demi-grand axe de 2,45 UA, une excentricité de 0,065 et une inclinaison de 4,922° par rapport à l'écliptique.
Il fut nommé en hommage à Georges Brassens (1921-1981), poète et musicien, guitariste français anti-conformiste.

## Compléments